# Grand Prix Emilii-Romanii 2020
Grand Prix Emilii-Romanii 2020, oficjalnie Formula 1 Emirates Gran Premio dell'Emilia Romagna 2020 – trzynasta runda Mistrzostw Świata Formuły 1 w sezonie 2020. Grand Prix odbyło się w dniach 30 października–1 listopada 2020 na torze Autodromo Enzo e Dino Ferrari w Imolii. Wyścig wygrał Lewis Hamilton (Mercedes), a na podium stanęli kolejno po starcie z pole position Valtteri Bottas (Mercedes) i Daniel Ricciardo (Renault).

## Tło
Ostatni raz przed 2020 rokiem Grand Prix Formuły 1 na torze Imola odbyło się pod nazwą Grand Prix San Marino w 2006 roku. Tamte zawody wygrał Michael Schumacher (Ferrari). Zawody na tym obiekcie zostały przywrócone w 2020 roku w związku z pandemią COVID-19 jako Grand Prix Emilii-Romanii. Wyścig został zaplanowany na 1 listopada. Aby ułatwić przybycie zespołom na tor po Grand Prix Portugalii, cały weekend Grand Prix nietypowo liczył dwa dni.

## Lista startowa
| Nr          | Kierowca           | Zespół                        | Samochód                           | Silnik                      | Opony |
| ----------- | ------------------ | ----------------------------- | ---------------------------------- | --------------------------- | ----- |
| 3           | Daniel Ricciardo   | Renault DP World F1 Team      | Renault R.S.20                     | Renault E-Tech 20 1,6 V6T   | P     |
| 4           | Lando Norris       | McLaren F1 Team               | McLaren MCL35                      | Renault E-Tech 20 1,6 V6T   | P     |
| 5           | Sebastian Vettel   | Scuderia Ferrari              | Ferrari SF1000                     | Ferrari 065 1,6 V6T         | P     |
| 6           | Nicholas Latifi    | Williams Racing               | Williams FW43                      | Mercedes-AMG F1 M11 1,6 V6T | P     |
| 7           | Kimi Räikkönen     | Alfa Romeo Racing ORLEN       | Alfa Romeo C39                     | Ferrari 065 1,6 V6T         | P     |
| 8           | Romain Grosjean    | Haas F1 Team                  | Haas VF-20                         | Ferrari 065 1,6 V6T         | P     |
| 10          | Pierre Gasly       | Scuderia AlphaTauri Honda     | AlphaTauri AT01                    | Honda RA620H 1,6 V6T        | P     |
| 11          | Sergio Pérez       | BWT Racing Point F1 Team      | Racing Point RP20                  | BWT Mercedes 1,6 V6T        | P     |
| 16          | Charles Leclerc    | Scuderia Ferrari              | Ferrari SF1000                     | Ferrari 065 1,6 V6T         | P     |
| 18          | Lance Stroll       | BWT Racing Point F1 Team      | Racing Point RP20                  | BWT Mercedes 1,6 V6T        | P     |
| 20          | Kevin Magnussen    | Haas F1 Team                  | Haas VF-20                         | Ferrari 065 1,6 V6T         | P     |
| 23          | Alexander Albon    | Aston Martin Red Bull Racing  | Red Bull RB16                      | Honda RA620H 1,6 V6T        | P     |
| 26          | Daniił Kwiat       | Scuderia AlphaTauri Honda     | AlphaTauri AT01                    | Honda RA620H 1,6 V6T        | P     |
| 31          | Esteban Ocon       | Renault DP World F1 Team      | Renault R.S.20                     | Renault E-Tech 20 1,6 V6T   | P     |
| 33          | Max Verstappen     | Aston Martin Red Bull Racing  | Red Bull RB16                      | Honda RA620H 1,6 V6T        | P     |
| 44          | Lewis Hamilton     | Mercedes-AMG Petronas F1 Team | Mercedes-AMG F1 W11 EQ Performance | Mercedes-AMG F1 M11 1,6 V6T | P     |
| 55          | Carlos Sainz Jr.   | McLaren F1 Team               | McLaren MCL35                      | Renault E-Tech 20 1,6 V6T   | P     |
| 63          | George Russell     | Williams Racing               | Williams FW43                      | Mercedes-AMG F1 M11 1,6 V6T | P     |
| 77          | Valtteri Bottas    | Mercedes-AMG Petronas F1 Team | Mercedes-AMG F1 W11 EQ Performance | Mercedes-AMG F1 M11 1,6 V6T | P     |
| 99          | Antonio Giovinazzi | Alfa Romeo Racing ORLEN       | Alfa Romeo C39                     | Ferrari 065 1,6 V6T         | P     |
| Źródło: FIA |                    |                               |                                    |                             |       |

## Wyniki

### Zwycięzca sesji treningowej
| Nr          | Kierowca       | Konstruktor | Czas     | Okr. |
| ----------- | -------------- | ----------- | -------- | ---- |
| 44          | Lewis Hamilton | Mercedes    | 1:14,726 | 46   |
| Źródło: FIA |                |             |          |      |

### Kwalifikacje
| P                    | Nr | Kierowca           | Konstruktor               | Czasy w kwalifikacjach | Czasy w kwalifikacjach | Czasy w kwalifikacjach | Poz. s. |
| P                    | Nr | Kierowca           | Konstruktor               | Q1                     | Q2                     | Q3                     | Poz. s. |
| -------------------- | -- | ------------------ | ------------------------- | ---------------------- | ---------------------- | ---------------------- | ------- |
| 1                    | 77 | Valtteri Bottas    | Mercedes                  | 1:14,221               | 1:14,585               | 1:13,609               | 1       |
| 2                    | 44 | Lewis Hamilton     | Mercedes                  | 1:14,229               | 1:14,643               | 1:13,706               | 2       |
| 3                    | 33 | Max Verstappen     | Red Bull Racing-Honda     | 1:15,034               | 1:14,974               | 1:14,176               | 3       |
| 4                    | 10 | Pierre Gasly       | AlphaTauri-Honda          | 1:15,183               | 1:14,681               | 1:14,502               | 4       |
| 5                    | 3  | Daniel Ricciardo   | Renault                   | 1:15,474               | 1:14,953               | 1:14,520               | 5       |
| 6                    | 23 | Alexander Albon    | Red Bull Racing-Honda     | 1:15,402               | 1:14,745               | 1:14,572               | 6       |
| 7                    | 16 | Charles Leclerc    | Ferrari                   | 1:15,123               | 1:15,017               | 1:14,616               | 7       |
| 8                    | 26 | Daniił Kwiat       | AlphaTauri-Honda          | 1:15,412               | 1:15,022               | 1:14,696               | 8       |
| 9                    | 4  | Lando Norris       | McLaren-Renault           | 1:15,274               | 1:15,051               | 1:14,814               | 9       |
| 10                   | 55 | Carlos Sainz Jr.   | McLaren-Renault           | 1:15,528               | 1:15,027               | 1:14,911               | 10      |
| 11                   | 11 | Sergio Pérez       | Racing Point-BWT Mercedes | 1:15,407               | 1:15,061               |                        | 11      |
| 12                   | 31 | Esteban Ocon       | Renault                   | 1:15,352               | 1:15,201               |                        | 12      |
| 13                   | 63 | George Russell     | Williams-Mercedes         | 1:15,760               | 1:15,323               |                        | 13      |
| 14                   | 5  | Sebastian Vettel   | Ferrari                   | 1:15,571               | 1:15,385               |                        | 14      |
| 15                   | 18 | Lance Stroll       | Racing Point-BWT Mercedes | 1:15,822               | 1:15,494               |                        | 15      |
| 16                   | 8  | Romain Grosjean    | Haas-Ferrari              | 1:15,918               |                        |                        | 16      |
| 17                   | 20 | Kevin Magnussen    | Haas-Ferrari              | 1:15,939               |                        |                        | 17      |
| 18                   | 7  | Kimi Räikkönen     | Alfa Romeo-Ferrari        | 1:15,953               |                        |                        | 18      |
| 19                   | 6  | Nicholas Latifi    | Williams-Mercedes         | 1:15,987               |                        |                        | 19      |
| 20                   | 99 | Antonio Giovinazzi | Alfa Romeo-Ferrari        | 1:16,208               |                        |                        | 20      |
| 107% czasu: 1:19,416 |    |                    |                           |                        |                        |                        |         |
| Źródło: FIA          |    |                    |                           |                        |                        |                        |         |

### Wyścig
| P           | Nr | Kierowca           | Konstruktor               | Okr. | Czas                          | Start | +/– | Punkty |
| ----------- | -- | ------------------ | ------------------------- | ---- | ----------------------------- | ----- | --- | ------ |
| 1           | 44 | Lewis Hamilton     | Mercedes                  | 63   | 1:28:32,430                   | 2     | 1   | 25+1   |
| 2           | 77 | Valtteri Bottas    | Mercedes                  | 63   | +5,783                        | 1     | 1   | 18     |
| 3           | 3  | Daniel Ricciardo   | Renault                   | 63   | +14,320                       | 5     | 2   | 15     |
| 4           | 26 | Daniił Kwiat       | AlphaTauri-Honda          | 63   | +15,141                       | 8     | 4   | 12     |
| 5           | 16 | Charles Leclerc    | Ferrari                   | 63   | +19,111                       | 7     | 2   | 10     |
| 6           | 11 | Sergio Pérez       | Racing Point-BWT Mercedes | 63   | +19,652                       | 11    | 5   | 8      |
| 7           | 55 | Carlos Sainz Jr.   | McLaren-Renault           | 63   | +20,230                       | 10    | 3   | 6      |
| 8           | 4  | Lando Norris       | McLaren-Renault           | 63   | +21,131                       | 9     | 1   | 4      |
| 9           | 7  | Kimi Räikkönen     | Alfa Romeo-Ferrari        | 63   | +22,224                       | 18    | 9   | 2      |
| 10          | 99 | Antonio Giovinazzi | Alfa Romeo-Ferrari        | 63   | +26,398                       | 20    | 10  | 1      |
| 11          | 6  | Nicholas Latifi    | Williams-Mercedes         | 63   | +27,135                       | 19    | 8   |        |
| 12          | 5  | Sebastian Vettel   | Ferrari                   | 63   | +28,453                       | 14    | 2   |        |
| 13          | 18 | Lance Stroll       | Racing Point-BWT Mercedes | 63   | +29,163                       | 15    | 2   |        |
| 14          | 8  | Romain Grosjean    | Haas-Ferrari              | 63   | +32,935                       | 16    | 2   |        |
| 15          | 23 | Alexander Albon    | Red Bull Racing-Honda     | 63   | +57,284                       | 6     | 9   |        |
| NS          | 63 | George Russell     | Williams-Mercedes         | 51   | NU (wypadek)                  | 13    |     |        |
| NS          | 33 | Max Verstappen     | Red Bull Racing-Honda     | 50   | NU (przebicie opony)          | 3     |     |        |
| NS          | 20 | Kevin Magnussen    | Haas-Ferrari              | 47   | NU (skrzynia biegów/choroba)  | 17    |     |        |
| NS          | 31 | Esteban Ocon       | Renault                   | 27   | NU (skrzynia biegów)          | 12    |     |        |
| NS          | 10 | Pierre Gasly       | AlphaTauri-Honda          | 8    | NU (wyciek płynu chłodzącego) | 4     |     |        |
| Źródło: FIA |    |                    |                           |      |                               |       |     |        |

Uwagi
1. ↑  Dodatkowy 1 punkt jest przyznawany kierowcy, który ustanowił najszybsze okrążenie w wyścigu, pod warunkiem, że ukończył wyścig w pierwszej 10.
2. ↑  Romain Grosjean ukończył wyścig na dwunastym miejscu, ale otrzymał karę 5 sekund doliczonych do uzyskanego czasu za  przekroczenie limitów toru[9].

### Najszybsze okrążenie
| Nr          | Kierowca       | Konstruktor | Czas     | Okr. |
| ----------- | -------------- | ----------- | -------- | ---- |
| 44          | Lewis Hamilton | Mercedes    | 1:15,484 | 63   |
| Źródło: FIA |                |             |          |      |

### Prowadzenie w wyścigu
| Nr                              | Kierowca        | Konstruktor | Okrążenia | Suma |
| ------------------------------- | --------------- | ----------- | --------- | ---- |
| 77                              | Valtteri Bottas | Mercedes    | 1–18      | 18   |
| 44                              | Lewis Hamilton  | Mercedes    | 19–63     | 45   |
| \| Wykres \| \| ------ \| \| \| |                 |             |           |      |
| Źródło: FIA                     |                 |             |           |      |
| Wykres                          |                 |             |           |      |
|                                 |                 |             |           |      |

## Klasyfikacja po wyścigu

### Kierowcy
Źródło: FIA
| P  | +/− | Kierowca           | Starty | Punkty | P1 | P2 | P3 | PP | NO | NS |
| -- | --- | ------------------ | ------ | ------ | -- | -- | -- | -- | -- | -- |
| 1  | 0   | Lewis Hamilton     | 13     | 282    | 9  | 1  | 1  | 9  | 6  | –  |
| 2  | 0   | Valtteri Bottas    | 13     | 197    | 2  | 5  | 3  | 4  | 2  | 1  |
| 3  | 0   | Max Verstappen     | 13     | 162    | 1  | 5  | 3  | –  | 2  | 4  |
| 4  | 0   | Daniel Ricciardo   | 13     | 95     | –  | –  | 2  | –  | 1  | 1  |
| 5  | 0   | Charles Leclerc    | 13     | 85     | –  | 1  | 1  | –  | –  | 3  |
| 6  | 0   | Sergio Pérez       | 11     | 82     | –  | –  | –  | –  | –  | –  |
| 7  | 0   | Lando Norris       | 13     | 69     | –  | –  | 1  | –  | 1  | 1  |
| 8  | +2  | Carlos Sainz Jr.   | 13     | 65     | –  | 1  | –  | –  | 1  | 3  |
| 9  | −1  | Alexander Albon    | 13     | 64     | –  | –  | 1  | –  | –  | 1  |
| 10 | −1  | Pierre Gasly       | 13     | 63     | 1  | –  | –  | –  | –  | 3  |
| 11 | 0   | Lance Stroll       | 12     | 57     | –  | –  | 1  | –  | –  | 4  |
| 12 | 0   | Esteban Ocon       | 13     | 40     | –  | –  | –  | –  | –  | 4  |
| 13 | +1  | Daniił Kwiat       | 13     | 26     | –  | –  | –  | –  | –  | 1  |
| 14 | −1  | Sebastian Vettel   | 13     | 18     | –  | –  | –  | –  | –  | 2  |
| 15 | 0   | Nico Hülkenberg    | 3      | 10     | –  | –  | –  | –  | –  | 1  |
| 16 | +1  | Kimi Räikkönen     | 13     | 4      | –  | –  | –  | –  | –  | 1  |
| 17 | −1  | Antonio Giovinazzi | 13     | 4      | –  | –  | –  | –  | –  | 2  |
| 18 | 0   | Romain Grosjean    | 13     | 2      | –  | –  | –  | –  | –  | 1  |
| 19 | 0   | Kevin Magnussen    | 13     | 1      | –  | –  | –  | –  | –  | 6  |
| 20 | 0   | Nicholas Latifi    | 13     | 0      | –  | –  | –  | –  | –  | 1  |
| 21 | 0   | George Russell     | 13     | 0      | –  | –  | –  | –  | –  | 4  |
| P  | +/− | Kierowca           | Starty | Punkty | P1 | P2 | P3 | PP | NO | NS |

### Konstruktorzy
Źródło: FIA
| P  | +/− | Konstruktor               | Starty | Punkty | P1 | P2 | P3 | PP | NO | NS |
| -- | --- | ------------------------- | ------ | ------ | -- | -- | -- | -- | -- | -- |
| 1  | 0   | Mercedes                  | 26     | 479    | 11 | 6  | 4  | 13 | 8  | 1  |
| 2  | 0   | Red Bull Racing-Honda     | 26     | 226    | 1  | 5  | 4  | –  | 2  | 5  |
| 3  | +2  | Renault                   | 26     | 135    | –  | –  | 2  | –  | 1  | 5  |
| 4  | 0   | McLaren-Renault           | 26     | 134    | –  | 1  | 1  | –  | 2  | 4  |
| 5  | −2  | Racing Point-BWT Mercedes | 26     | 134    | –  | –  | 1  | –  | –  | 4  |
| 6  | 0   | Ferrari                   | 26     | 103    | –  | 1  | 1  | –  | –  | 5  |
| 7  | 0   | Scuderia AlphaTauri-Honda | 26     | 89     | 1  | –  | –  | –  | –  | 4  |
| 8  | 0   | Alfa Romeo Racing-Ferrari | 26     | 8      | –  | –  | –  | –  | –  | 2  |
| 9  | 0   | Haas-Ferrari              | 26     | 3      | –  | –  | –  | –  | –  | 7  |
| 10 | 0   | Williams-Mercedes         | 26     | 0      | –  | –  | –  | –  | –  | 5  |
| P  | +/− | Konstruktor               | Starty | Punkty | P1 | P2 | P3 | PP | NO | NS |